# Valley Stream State Park
Valley Stream State Park ist ein State Park auf Long Island im US-Bundesstaat New York, nur ca. 3,5 km von John F. Kennedy International Airport entfernt. Er erstreckt sich über 97 acre (0,39 km²) im Wohngebiet Valley Stream in Nassau County.

## Geographie
Der State Park liegt in einer dichtbesiedelten Gegend, in nächster Nachbarschaft zu mehreren Grund- und weiterführenden Schulen (Howell Road School, Valley Stream Public Schools, James A Dever School, Wheeler Avenue School, Memorial Junior High School). Wobei der Southern State Parkway den Park nach Norden begrenzt und von der Howell Road School trennt. Der Park folgt in seiner Anlage dem Verlauf des Valley Stream, der den Park an der Südwest-Grenze von Norden nach Südosten durchquert und an dessen Ufern bis zur Mündung in das Head of Bay noch weitere kommunale Parks liegen (Arthur J. Hendrickson Park, Village Green Park, Edward W. Cahill Memorial Park, Brook Road Park, Hook Creek Wildlife Sanctuary, North Woodmere Park). Der Park ist einer von drei State Parks in der Town of Hempstead. Zusammen mit Hempstead Lake State Park dient er als Zubringer-Reservoir für das Ridgewood Reservoir.
Der Valley Stream State Park ist ein Naherholungsziel, der leicht über den Southern State Parkway (exit 15A) zu erreichen ist. Es gibt einen Naturlehrpfad, die Möglichkeit zum Schlitten- und Skifahren, Spiel- und Sportplätze und Picknickplätze mit Feuerstellen und Grills.
Der State Park ist eines der Projekte, die Robert Moses angestoßen hat.